# Regering-Theunis III
De regering-Theunis III (11 maart 1924 - 13 mei 1925) was een Belgische regering. Het was een coalitie tussen de Katholieke Unie (80 zetels) en de Liberale Partij (33 zetels). De regering volgde de regering-Theunis II op. Koning Albert I belastte Georges Theunis direct met een nieuwe formatieopdracht nadat hij het ontslag van zijn twee regering had aangeboden omdat het parlement het Frans-Belgisch handelsakkoord had verworpen. Deze vernieuwde regering werkte nog een jaar door, bood haar ontslag aan na de vervroegde verkiezingen van 5 april 1925 en werd opgevolgd door de regering-Van de Vyvere.

## Samenstelling
De regering-Theunis III telde 11 ministers: 6 voor de Katholieke Unie en 5 voor de Liberale Partij.
| Ambtsbekleder                      | Ambtsbekleder                  | Ambtsbekleder                       | Functie                                                 | Termijn                           | Partij                        |
| ---------------------------------- | ------------------------------ | ----------------------------------- | ------------------------------------------------------- | --------------------------------- | ----------------------------- |
|                                    |                                | Georges Theunis (1873-1966)         | Eerste Minister                                         | 11 maart 1924 - 13 mei 1925       | extraparlementair (katholiek) |
| Minister Financiën                 | 11 maart 1924 - 13 mei 1925    | Georges Theunis (1873-1966)         |                                                         |                                   | extraparlementair (katholiek) |
|                                    |                                | Fulgence Masson (1854-1942)         | Minister Justitie                                       | 11 maart 1924 - 13 mei 1925       | Liberale Partij               |
|                                    |                                | Paul Hymans (1865-1941)             | Minister Buitenlandse Zaken                             | 11 maart 1924 - 13 mei 1925       | Liberale Partij               |
|                                    |                                | Prosper Poullet (1868-1937)         | Minister Binnenlandse Zaken en Volksgezondheid          | 11 maart 1924 - 13 mei 1925       | Katholieke Unie               |
|                                    |                                | Pierre Nolf (1873-1953)             | Minister Wetenschappen en Kunsten                       | 11 maart 1924 - 13 mei 1925       | extraparlementair (liberaal)  |
|                                    |                                | Albéric Ruzette (1866-1929)         | Minister Landbouw en Openbare Werken                    | 11 maart 1924 - 13 mei 1925       | Katholieke Unie               |
|                                    |                                | Paul Tschoffen (1878-1961)          | Minister Nijverheid en Arbeid                           | 11 maart 1924 - 13 mei 1925       | extraparlementair (katholiek) |
| Minister Maatschappelijke Voorzorg | 6 september 1924 - 13 mei 1925 | Paul Tschoffen (1878-1961)          |                                                         |                                   | extraparlementair (katholiek) |
|                                    |                                | Grégoire Neujean (1865-1940)        | Minister Spoorwegen, Zeewezen, Posterijen en Telegrafen | 11 maart 1924 - 13 mei 1925       | Liberale Partij               |
|                                    |                                | Pierre Forthomme (1877-1959)        | Minister Landsverdediging                               | 11 maart 1924 - 13 mei 1925       | Liberale Partij               |
|                                    |                                | Henri Carton de Tournai (1878-1969) | Minister Koloniën                                       | 11 maart 1924 - 13 mei 1925       | Katholieke Unie               |
|                                    |                                | Aloys Van de Vyvere (1871-1961)     | Minister Economische Zaken                              | 11 maart 1924 - 10 september 1924 | Katholieke Unie               |
|                                    |                                | Romain Moyersoen (1870-1967)        | Minister Economische Zaken                              | 10 september 1924 - 13 mei 1925   | Katholieke Unie               |

### Herschikkingen
- Vanaf 6 september 1924 is minister van  Nijverheid en Arbeid Paul Tschoffen (Katholieke Partij) ook verantwoordelijk voor Maatschappelijke Voorzorg.
- Op 10 september 1924 nam Aloys Van de Vyvere (Katholieke Partij) ontslag als minister van Economische Zaken en werd opgevolgd door Romain Moyersoen (Katholieke Partij).